# Соціальна активність
Акти́вність соціа́льна (від лат. activus — діяльний, енергійний) — одна з характерних рис способу життєдіяльності соціального суб'єкта (особистості, соціальної групи, історичної спільноти, суспільства в цілому), що відображає рівень спрямованості його здібностей, знань, навичок, прагнень, концентрації вольових, творчих зусиль на реалізацію нагальних потреб, інтересів, цілей, ідеалів.